# Parco nazionale di Gunung Leuser
Il parco nazionale di Gunung Leuser è un'area naturale protetta  di 7927 km² situata nella parte settentrionale di Sumatra (Indonesia), lungo i confini tra le province di Sumatra Settentrionale e Aceh. Si estende dal mare alle montagne comprendendo paludi, vari tipi di foreste pluviali e dodici importanti fiumi. Nel parco si trovano quasi la metà delle novemila specie vegetali conosciute nell'area indo-malese occidentale, almeno 325 specie di uccelli e 130 specie di mammiferi. Abbastanza grande per dare sostentamento ad alcuni grossi mammiferi ormai in via di estinzione in altri Paesi, tra cui l'elefante e il rinoceronte di Sumatra, il parco ospita anche molti primati: oranghi, siamanghi, gibboni dalle mani bianche, presbiti della Sonda di Thomas, macachi dalla coda di porco e dalla coda lunga e il notturno lori gracile.

## Flora e fauna
All'inizio degli anni settanta è stato avviato un progetto finanziato dal governo indonesiano e da donatori internazionali per rieducare alla vita in libertà gli oranghi vissuti in cattività. Gli oranghi sono animali intelligenti, solitari e in grado di adattarsi a diversi ambienti, e si spera che riescano a reintegrarsi nella giungla. La meta turistica più famosa del parco è il centro di riabilitazione degli oranghi appena fuori Bukit Lawang, dove si possono vedere esemplari allo stato quasi selvatico avvicinarsi con abili movenze alle mangiatoie.

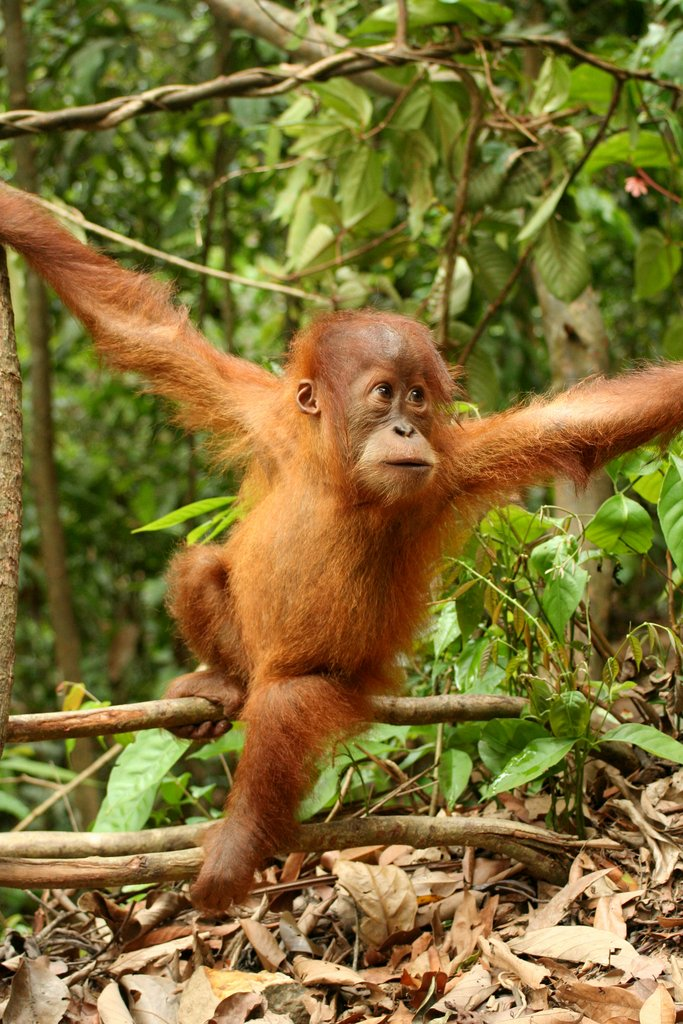
Un giovane orango nel parco nazionale

Tra gli uccelli più facili da riconoscere vi sono il beccolargo verde minore, tozzo e dalla coda corta, il rondone arboricolo dai mustacchi e il garrulo arboricolo dai mustacchi, con il suo inconfondibile richiamo. Nella parte nord-occidentale del parco si trova la seconda montagna più alta di Sumatra, il Gunung Leuser, raggiungibile da Keudah.  Salendo, il paesaggio cambia: gli alberi si fanno via via più piccoli, le specie diminuiscono. A 1500 m le piante sono fasciate da muschi e licheni, per via della nebbia e delle nubi quasi perenni. Con una breve incursione nella foresta attorno a Keudah si possono incontrare agili presbiti della Sonda, dal pelame grigio scuro e un folto ciuffo sul muso. A nord di Keudah, l'enorme lago Laut Tawar delimita il confine settentrionale del parco. Tranquillo e poco sviluppato, questo lago lungo 27 km ospita sanguinerole endemiche.
Il fiume Alas scorre nel cuore del parco, da nord-est a sud-ovest, affiancato lungo il suo corso da strade e villaggi. Le opere di disboscamento e l'agricoltura praticata in valle hanno distrutto le tradizionali vie migratorie degli elefanti, causando un frazionamento dei branchi. Per arginare questa tendenza e per fornire cibo e rifugio agli elefanti, sulle nude zone collinari sono stati avviati interventi di rimboschimento. Tra gli alberi della giungla si scorgono facilmente i siamanghi, dal fitto pelame e i lunghi arti, in gruppi familiari o intenti a intonare in coro un grido territoriale. Lampi di colore tra i rami fanno pensare ai gurial o ai martin pescatori, mentre lo aquilastore di Blyth (Nisaetus alboniger) esegue rotazioni in alto nel cielo. Lungo il fiume si distinguono fino a sei specie di buceri, dal piumaggio bianco e nero in netto contrasto col verde scuro della foresta.
Uno degli abitanti più rari del parco, benché più diffuso qui che non altrove, è il rinoceronte di Sumatra, di cui sono rimaste soltanto poche centinaia di individui. Dotato di un doppio corno, è il più piccolo rinoceronte delle cinque specie conosciute. Vive solo nel fitto della foresta tropicale e può percorrere fino a quindici chilometri al giorno. Come le altre specie, è spesso preda dei bracconieri, che lo cacciano per le preziose corna.  Molti rinoceronti vivono nel cuore del parco, dove è vietato l'accesso ai turisti. La giungla, tuttavia, è agibile anche dalla costa occidentale, dove in molti punti si stende fino al mare. Da Menggamat, nell'entroterra a sud di Tapaktuan, si dipartono molti sentieri verso la montagna.
Nelle fredde regioni montagnose attorno a Brastagi, il Gunung Sinabung si raggiunge dal Lau Kawar, un laghetto da cui si irradiano diversi tracciati. Tra Medan e Brastagi vi è la Sibolangit Tourism Forest, un ex orto botanico con larghi e facili sentieri, dove si può ammirare dal vivo la straordinaria complessità della vegetazione delle foreste pluviali e sullo sfondo ammirare le sottostanti pianure orientali. Due mete interessanti lungo il confine orientale del parco sono Tangkahan e Sikundur, con la foresta vergine popolata da uccelli e dalla fauna di Sumatra settentrionale, tra cui gibboni dalle mani bianche, orsi malesi, lori agili, scoiattoli giganti e, in minor numero, leopardi nebulosi e gatti del Temminck.